# Mauno Koivisto
Mauno Henrik Koivisto (Turku, 1923. november 25. – Helsinki, 2017. május 12.) finn politikus, 1982–1994 között a Finn Köztársaság kilencedik elnöke. 1981-ben ez egészségügyi okokból visszavonuló Urho Kekkonentől vette át az elnöki tisztséget. 1988-ban újraválasztották.

## Életútja

### Gyermekkor
1923-ban, elkötelezetten vallásos családban, egy hajóács második fiaként látta meg a napvilágot. Három évvel később egy húga született. édesanyját tízéves korában elvesztette. Az általános iskola elvégzése után dolgozni kezdett.

### A második világháborúban
A téli háború idején, 16 éves korában önkéntesként csatlakozott egy tűzoltó egységhez. A folytatólagos háború idején először önkéntesként egy Kelet-Karjalába vezényelt tűzoltó egységben szolgált, onnan indult sorkötelesként kiképzésre 1942 februárjában. A kiképzés után a 35. sz. könnyű-gyalogsági ezredbe osztották be, aminek soraiban 1944 februárjáig a kelet-karjalai fronton teljesített szolgálatot. Ezt követően kezdte meg szolgálatát a Lauri Törni vezette könnyű-gyalogsági században.

### A háború utáni időszak
A háború után érdeklődése a közügyek felé irányult. Részt vett a sztrájkmozgalomban Turku illetve Hanko kikötőiben. A fiatal Koivisto felkeltette a turkui szociáldemokraták érdeklődését, amikor a turkui sztrájkoló ácsok előtt, azok sztrájkmódszereit kritizálva szólalt fel.  Ekkor ismerkedett meg a későbbi finn miniszterelnök Rafael Paasióval. Koivisto a Pasio által szerkesztett lapban kezdett publikálni. A finn szociáldemokrata mozgalomhoz csatlakozva szembeszállt a kommunistákkal.
1948 őszén állást kapott a turkui kikötőben, majd decemberben kikötőmesterré nevezték ki. Amikor 1949-ben a kommunisták által irányított szakszervezetek a Karl-August Fagerholm vezette szociáldemokrata kormány megdöntésére törtek, a szociáldemokrata szakszervezetek Hanko kikötőjébe hívták támogatóikat, hogy megtörjék a kommunisták által szervezett sztrájkot. Koivistót megbízták a hankoi kikötő kikötőmesteri feladataival. Sztrájktörő munkásokat toborzott, mire a helyi kommunista lap Finnország első számú közellenségének nyilvánította.

### Tanulmányok és tudományos tevékenység
A munka mellett Koivisto folytatta tanulmányait és 1949-ben leérettségizett. 1950 nyarán elhagyta a kikötőt. Rövid ideig az Egyesült Királyságban volt vendégmunkás, majd általános iskolában is tanított. 1952-ben feleségül vette Tellervo Kankaanrantát. 1953-ban diplomázott filozófia szakon, majd 1956-ban megvédte szociológiai doktori disszertációját, aminek címe a „Szociális viszonyok a turkui kikötőben” volt. Tudományos tevékenysége mellett a szociáldemokrata párt tevékenységében is részt vett, és a párt kialakuló megosztottságának idején ő is kénytelen volt állást foglalni. A Leskinen-pártiakhoz csatlakozott a szakszervezetek növekvő befolyását kritizálva.

### Szerepvállalás a gazdasági életben és az országos politikában
1957-ben élete jelentős fordulatot vett, amikor egy helsinki takarékbank, a Helsingin Työväen Säästöpankki állást kínált neki. Koivisto hátrahagyta Turkut illetve a tudományos világot, és a fővárosba költözött, ahol a takarékbank vezérigazgató-helyettese majd 1959-től vezérigazgatója lett. Munkája mellett továbbra is tagja maradt szociáldemokrata tudományos és közéleti köröknek és rendszeresen publikált. A szociáldemokrata párt elszigeteltségének megtörése érdekében szorgalmazta, hogy pártja fejlessze kapcsolatrendszerét több irányban is, így Urho Kekkonen köztársasági elnök, de akár a kommunisták és a Szovjetunió felé is.
1966-ban a szociáldemokrata Rafael Paasio kormányában pénzügyminiszter lett. Gazdasági szakemberként és miniszterként a magántőke irányában megengedő politikát folytatott, nagy hangsúlyt fektetett az állami vállalatok hatékonyságának fokozására és a foglalkoztatottsági arány növelésére. Pénzügyminiszterként jelentősen leértékelte a finn fizetőeszközt, ami sokat javított az exportra termelő iparágak helyzetén és a gazdasági stabilizáció egyik fontos eleme lett. 1967-ben az Elanto kereskedelmi lánc vezetői posztjára került, de még ugyanabban az évben, elnyerte a finn jegybank vezetői posztját, amit 1982-ig betöltött. Végül 1968-ban Paasio elvesztette a szociáldemokraták bizalmát és Koivisto került a koalíciós kormány miniszterelnöki székébe. Kormánya 1970-ig maradt hivatalban. 1972-ben a Paasio vezette, rövid életű, kisebbségi szociáldemokrata kormány pénzügyminisztere lett. 1979-ben ismét ő lett a miniszterelnök, és pozícióját egészen elnökké választásáig, 1982 januárjáig betöltötte.

## Köztársasági elnökként
1981 folyamán Kekkonen elnök egészségügyi okokból nem tudta ellátni feladatait és helyére a szabályok szerint, ügyvezetőként, Koivisto került. Már az elnökválasztás első fordulójában megszerezte a szükséges támogatást, így 1982 januárjában Finnország első szociáldemokrata elnöke lett. 1988-ban második ciklusára is megválasztották.

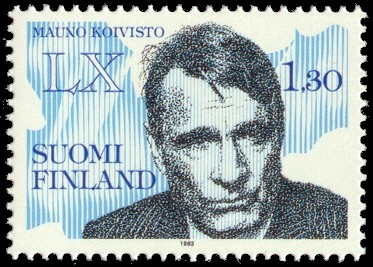
Mauno Koivisto finn köztársasági elnök portréja a 60. születésnapja alkalmából, 1983-ban kibocsátott 1 márka 30 pennis postabélyegen.

Elnökként óvatos külpolitikát folytatott. Jó kapcsolatokra törekedett a Szovjetunióval, majd amikor annak 1991-es széthullása nyomán Finnország megszabadult a Finn-Szovjet baráti, együttműködési és kölcsönösen segítségnyújtási egyezménytől (YYA szerződés), közeledni kezdett az Európai Unióhoz.

## Visszavonulása után
1999-ben felszólalt Jugoszlávia NATO általi bombázása ellen. Idős korában hosszú lefolyású súlyos betegség, az Alzheimer-kór gyötörte. Helsinkiben egy kórházban hunyt el 2017. május 12-én.